# Hypoderma (svamp)
För andra betydelser, se Hypoderma.
Hypoderma är ett svampsläkte av familjen Rhytismataceae av sporsäcksvamparna, som innefattar ett 30-tal arter, vilka bildar små svarta fläckar på växtdelar.
Sporsäckarna är skaftade och innehåller 8 spol- och stavformiga sporer. Hypoderma brachyporum förorsakar barrsjuka hos Weymouthstallen och förstör ofta hela bestånd.
Hos det närbesläktade släktet Hypodermella, som även åstadkommer barrsjuka - Hypodermella laricis å lärkträd och Hypodermella sulcigena på tallarter, är sporsäckarna nästan oskaftade och innehåller 4 sporer och har ett slemartat hölje.